# Riechia acraeoides
Riechia acraeoides is een vlinder uit de familie Castniidae. De wetenschappelijke naam van de soort werd, als Castnia acraeoides, in 1832 door Félix Édouard Guérin-Méneville gepubliceerd.
De soort komt voor in het Neotropisch gebied.

## Ondersoorten
- Riechia acraeoides acraeoides (Brazilië, Argentinië, Paraguay)
  - = Castnia acraeoides Boisduval, 1836 non Castnia acraeoides Guérin-Méneville, 1832
  - = Castnia actinophorus Kollar, 1839
  - = Castnia joergenseni Breyer, 1933
- Riechia acraeoides diffusa (Lathy, 1923) (Brazilië)
  - = Herrichia diffusa Lathy, 1923